# Dinochloa andamanica
Dinochloa andamanica är en gräsart som beskrevs av Wilhelm Sulpiz Kurz. Dinochloa andamanica ingår i släktet Dinochloa och familjen gräs. Inga underarter finns listade i Catalogue of Life.